# バレエ音楽
バレエ音楽（バレエおんがく）は、バレエの伴奏を目的として作曲された音楽。もともとバレエのために作曲されたものだが、バレエ以外のダンスの伴奏になることや、それ自体が音楽作品として演奏会で演奏されることもある。

## 概要
バレエの付随音楽は、専用の音楽を作曲家が作曲する場合と、既存の音楽を編曲するなりしてバレエとして用いる場合がある。現在でも後者の形式での上演は多く、時として録音音源を元に上演を行うことさえあるが、作曲家が一つのバレエ専用に作曲した音楽をオーケストラ伴奏によって演奏する形式のバレエは音楽目的を兼ねた鑑賞としても人気が高い。
既存の楽曲をバレエ用に転用、またはオリジナルがピアノ曲の場合はオーケストラに編曲して使用することもあるが、ごく一部の楽曲は現在でも一定の支持を得ている。
- ショパン（グラズノフ編曲）：「レ・シルフィード（ショピニアーナ）」
- サン＝サーンス：「動物の謝肉祭」より「白鳥」（バレエでの題名は「瀕死の白鳥」）
- ドビュッシー：「牧神の午後への前奏曲」（バレエでの題名は「牧神の午後」）
- ベートーヴェンの交響曲

など。
またグランド・オペラと呼ばれるパリを中心としたオペラ上演の形態は、途中にバレエを挟むことが慣例とされ、その間は歌唱を伴わない器楽曲が演奏され、それを元にバレエの上演が行われた。こうした楽曲が現在では独立してレパートリーとなっているものもある。
- サン＝サーンス：歌劇「サムソンとデリラ」より「バッカナール」など。

また一部の作曲家はパリでのオペラ上演に際してグランド・オペラの形態に書き直しを求められ、過去の自作を転用したり、改めてバレエの部分のみ新たな楽曲を作曲することもあった。
- ビゼー：歌劇「カルメン」よりバレエ音楽（同じ作曲者の「アルルの女」の「ファランドール」が転用されている。古い出版譜にはこの曲も含まれるが、現在の原典版のオペラ上演ではまず省略される）
- ヴェルディのオペラにはバレエの場面が良く登場する。「シチリア島の夕べの祈り」、「ドン・カルロ」、「アイーダ」、「オテロ」などはこの例である。また特に記されていなくとも「椿姫」や「リゴレット」、「仮面舞踏会」などの宴会のシーンには踊りを入れるのが普通である。
- ワーグナーの歌劇「タンホイザー」にはドレスデン版とパリ版・ウィーン版があり、パリ版以降では序曲の後に続けてバレエ音楽が含まれる。ただし当時のパリ・オペラ座ではバレエは後半に上演されることが慣例で、バレエ目当てに遅れて入場する観客も少なからずいたため、この配置に不満を持った常連客が乱闘騒ぎを起こす大スキャンダルとなった。

バレエ音楽は原則として歌唱を伴わず、バレエ・ダンサーが歌うことはまず無い。ミヨーはバレエ音楽においてダンサーに簡単な歌を歌うことを求めたが、本番になってダンサーは歌を歌わず、トラブルになったことがある。また、後ろで合唱などが歌詞を伴って歌うことも無い（ヴォカリーズに関しては下記参照）。しかし現代におけるオペラの演出として、本来バレエ音楽として意図されていない場面で舞台にバレエを取り入れながら歌手が歌うことは、稀にありえる。また、オペレッタはバレエ場面が挿入されるのはもとより、全体に舞踏場面が多いため、特に地方歌劇場でオペレッタ上演の多いドイツ圏では合唱団員などに踊りの基礎が要求されることが多く、ダグマール・コルラーらバレリーナから転じた歌手も存在する。
ラヴェルのバレエ作品『ダフニスとクロエ』は、歌詞を伴わない母音のヴォカリーズ合唱が取り入れられている。バルトークの「中国の不思議な役人」にもパントマイムではあるがヴォカリーズの合唱がある。
その他、18世紀のフランスで流行した、途中に本筋とは関係の無いバレエを挟む「オペラ・バレエ」と呼ばれる歌劇がある。19世紀には主流がロシアに移った。
- ラモー：歌劇「優雅なインド」
- リムスキー＝コルサコフ：歌劇「ムラダ」
- アルベール・ルーセル ：「パドマーヴァティ」

など。

## オリジナル音楽の歴史
19世紀後半まで、バレエ音楽は音楽家にとってそれほど重要なジャンルとはみなされておらず、「芸術家」の仕事ではなくどちらかというと「職人」の仕事だとみなされていた。ベートーヴェンの「プロメテウスの創造物」は、近年までその序曲のみが音楽史のレパートリーとして残り、他のバレエ付随音楽は長いこと忘れ去られてきた。ただし近年では全曲の復活上演も行われている。
アダンの1841年の作品『ジゼル』が近代バレエ音楽の幕開けと言われる。一部をブルグミュラーなど他の作曲家が補筆して嵩増ししているものの、一定の動機を劇全体に用いた音楽として現在でも音楽単体でも演奏される。
19世紀後半の、チャイコフスキーの3大バレエ（『白鳥の湖』、『眠れる森の美女』、『くるみ割り人形』）は現代でも最も人気のある作品群となっている。
20世紀初頭のパリでは、ディアギレフが率い、ニジンスキーを主役としたバレエ・リュス（ロシア・バレエ団）が近代音楽の幕開けの一端を担った。彼らはフランス人およびフランスで活躍する作曲家に次々と新作バレエ音楽を委嘱した。代表的なものは次の通りであり近代音楽の傑作と言える。
- ドビュッシー：「遊戯」
- ラヴェル：「ダフニスとクロエ」
- ファリャ：「三角帽子」
- サティ：「パラード」

など。
しかし、これらをしのいで特に音楽史に決定的な影響を与えたのは、ストラヴィンスキーの「三大バレエ」と呼ばれる作品群であり、特に「春の祭典」はその初演が大混乱に陥ったことで有名である。

## バレエ組曲
バレエ組曲は、バレエ音楽の中から作曲者が主要曲を抜粋し、場合によっては多少の手を加えて、演奏会用の組曲として編集したものである。ひとつの作品からいくつかの組曲を作る場合は「第1組曲」「第2組曲」などとする。
例えば、
- ラロ：『ナムーナ』第1組曲、第2組曲
- チャイコフスキー：『白鳥の湖』組曲、『眠れる森の美女』組曲、『くるみ割り人形』組曲
- ピエルネ：『シダリーズと牧羊神』第1組曲、第2組曲
- ルーセル：『くもの饗宴』組曲、バッカスとアリアーヌ』第1組曲、第2組曲
- ラヴェル：『ダフニスとクロエ』第1組曲、第2組曲
- アサフィエフ：『バレエダンサーの肖像』組曲
- マルティヌー：『シュパリチェク』組曲
- プロコフィエフ：『ロメオとジュリエット』第1 - 3組曲
- ピストン：『不思議の笛吹き』組曲
- ハチャトゥリアン：『ガイーヌ』第1 - 3組曲
- ショスタコーヴィチ：『黄金時代』組曲、『ボルト』組曲

## 主な作曲家と作品
生年順に並べている。
- 1632年 - リュリ
- 1803年 - アダン - ジゼル、海賊
- 1823年 - ラロ - ナムーナ
- 1826年 - ミンクス - ドン・キホーテ、ラ・バヤデール
- 1836年 - ドリーブ - 泉、コッペリア、シルヴィア
- 1840年 - チャイコフスキー - 白鳥の湖、眠れる森の美女、くるみ割り人形
- 1853年 - メサジェ - 二羽の鳩、イゾリーヌ（英語版）
- 1862年 - ドビュッシー - 牧神の午後への前奏曲（後にバレエ化）、カンマ、遊戯、 おもちゃ箱
- 1865年 - グラズノフ - 四季、ライモンダ
- 1869年 - ルーセル - くもの饗宴、バッカスとアリアーヌ、エネアス
- 1873年 - ニコライ・チェレプニン - アルミードの館
- 1875年 - ラヴェル - ダフニスとクロエ、ボレロ、マ・メール・ロワ、ラ・ヴァルス
- 1875年 - グリエール -フリジーズ、道化師、クレオパトラ、 赤い花（芥子の花）、青銅の騎士 、タラス・ブーリバ
- 1876年 - ファリャ - 恋は魔術師、三角帽子
- 1879年 - レスピーギ - 風変わりな店、シバの女王ベルキス
- 1881年 - バルトーク - かかし王子、中国の不思議な役人（パントマイム）
- 1882年 - ストラヴィンスキー - 火の鳥、ペトルーシュカ、春の祭典、プルチネルラ、ミューズを率いるアポロ、妖精の接吻、カルタ遊び、オルフェウス 、アゴン
- 1884年- アサフィエフ - バフチサライの泉、パリの炎、白百合（詩人の夢）、妖精の贈り物、謝肉祭の王、氷の乙女、カルマニョーラ、救いのない幻想、パルチザン、コーカサスの虜、クリスマスの夜、美しきラッダ、イワン・ボロトニコフ、ステンカ・ラージン、アシク・ケリブ、シュラミス、雪片、ヌリン大公、死の墓堀人、石の客、ラダ、フランチェスカ・ダ・リミニ、農民に扮した姫君、春のおとぎ話、家族、ミリツァ
- 1891年 - プロコフィエフ -アラとロリー(スケッチ総譜紛失)、道化師、鋼鉄の歩み、放蕩息子、空中ぶらんこ、ドニエプルの岸辺で、 ロメオとジュリエット、シンデレラ、石の花
- 1892年 - ミヨー - 男とその欲望、屋根の上の牛、エッフェル塔の花嫁花婿、世界の創造、青列車、ジャンヌの扇
- 1899年 - プーランク - エッフェル塔の花嫁花婿、牝鹿、ジャンヌの扇、典型的動物
- 1900年 - コープランド - ビリー・ザ・キッド、ロデオ、アパラチアの春
- 1903年 - ハチャトゥリアン - 幸福、ガイーヌ、スパルタクス
- 1906年 - ショスタコーヴィチ - 黄金時代、ボルト、明るい小川
- 1909年 - 貴志康一 - 天の岩戸
- 1926年 - ヘンツェ - オンディーヌ（英語版）